# مرش
مرش (به لوکزامبورگی: Miersch) یک شهرداری در استان مرش کشور لوکزامبورگ است که ۴۹٫۷۴ کیلومترمربع مساحت دارد و جمعیت آن در سال ۲۰۰۹ میلادی ۸۱۵۳ نفر بوده‌است.